# Шорти
Борис Борисогљепски (Београд, 29. децембар 1979), познатији као Шорти (енгл. Shorty) или Бата Барата, је српски хип хоп извођач. Каријеру је почео крајем 90-их година, тако што је заједно са Ђусом основао групу Фул мун (Full Moon). Пре него што су се растали и започели соло каријере, издали су један албум под називом „На нивоу“ 1998. године.
Када су обојица кренули соло путем, Шорти је издао албум „Умотворине“ када је потписао са Bassivity Music. Шорти је каријеру почео са Ђусом крајем 90-их, а касније је са српским ди-џејом познатим као Oneya. Са којим је издао први соло албум и гостовао на песмама репера који су сарађивали са Oneyom. Касније Шорти је прекинуо сарадњу са Bassivity Music. Други Шортијев соло албум „Када дође дан“ музичког издавача take it or leave it records изашао је у децембру 2007.

## Сарадња
У Шортијевим песмама појављивали су се: Ђус, група C-Ya, група V.I.P., Гру, Марчело, Бдат Џутим, Струка, група Београдски синдикат, Едо Маајка и остали извођачи са простора бивше Југославије

## Дискографија
Као члан групе Фул мун (Full Moon)
- На нивоу (1998)

Соло
- Када дође дан (2007)
- (2008)